# John Maynard Keynes
John Maynard Keynes (pronunciación en inglés: /keɪnz/; Cambridge, 5 de junio de 1883-Sussex, Reino Unido, 21 de abril de 1946) fue un economista británico, considerado como uno de los más influyentes del siglo XX. Sus ideas tuvieron una fuerte repercusión en las teorías y políticas económicas.
La principal novedad de su pensamiento radicaba en considerar que el sistema capitalista no tiende al pleno empleo  ni al equilibrio de los factores productivos, sino hacia un equilibrio que solo de forma accidental coincidirá con el pleno empleo. Keynes y sus seguidores de la posguerra destacaron no solo el carácter ascendente de la oferta agregada, en contraposición con la visión clásica, sino además la inestabilidad de la demanda agregada, proveniente de los shocks ocurridos en mercados privados, como consecuencia de los altibajos en la confianza de los inversores. La principal conclusión de su análisis es una apuesta por la intervención pública directa en materia de gasto público, que permite cubrir la brecha o déficit de la demanda agregada. Está considerado también como uno de los fundadores de la macroeconomía moderna.
Keynes fue un personaje muy polifacético. Además de ser un economista teórico que cambió la consideración de la macroeconomía en el siglo XX, desempeñó también múltiples puestos en el mundo económico, fue profesor en la Universidad de Cambridge desde 1908, editor del Economic Journal desde 1912, secretario de la Royal Economic Society, alto funcionario de la Administración británica y negociador internacional en nombre de Inglaterra en diferentes ocasiones. También trabajó en el sector empresarial, en la dirección de inversiones de una compañía de seguros y de asesor financiero del King's College, del Banco de Inglaterra y del propio gobierno británico. Dentro también del mundo de la economía, fue gran aficionado a la historia económica y biógrafo de grandes economistas. Fuera del mundo económico, durante sus estudios en la Universidad de Cambridge se interesó por las matemáticas, estadística, filosofía, literatura y finalmente por la economía. Fue también director y principal accionista del Teatro de las Artes de Cambridge y mecenas del grupo de Bloomsbury, coleccionista de pintura moderna y bibliófilo de literatura científica. Fue primer barón Keynes.

## Biografía

### Keynes estudiante

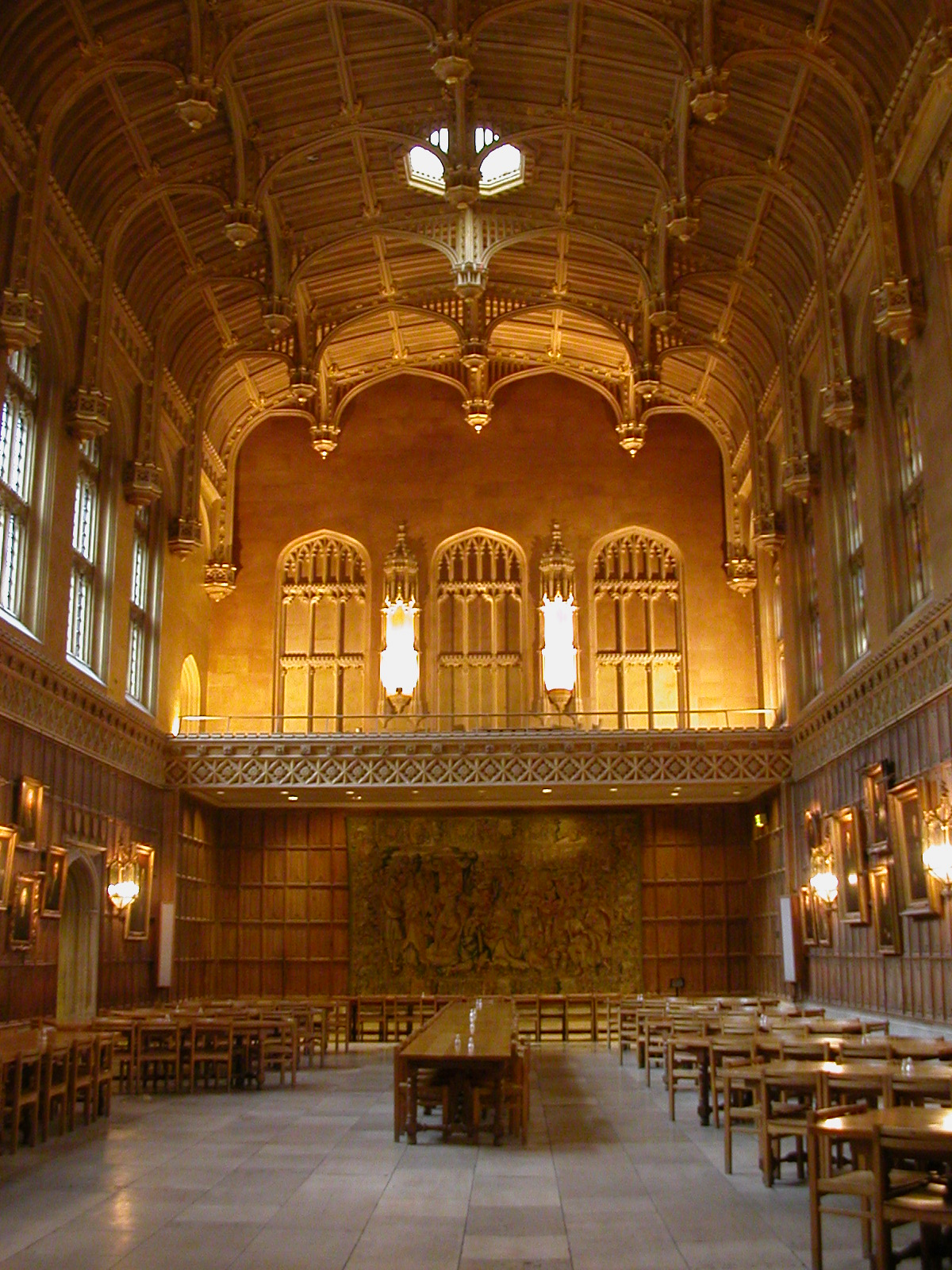
Comedor del King's College (Cambridge), al que Keynes estuvo muy vinculado toda su vida. Institución en la que su padre impartió clases, donde Maynard realizó sus estudios y de la que posteriormente fue profesor y también administrador económico.

John Maynard Keynes nació el 5 de junio de 1883 en la ciudad de Cambridge, en una familia acomodada de reputado nivel cultural. Sus padres eran John Neville Keynes, profesor de economía y filosofía en la Universidad de Cambridge y Florence Ada Brown, una de las primeras mujeres que logró estudiar en las universidades británicas, autora y precursora de la asistencia social que llegó a ser alcaldesa de Cambridge en 1932. Su hermana Margaret (1885-1974) contrajo matrimonio con el ganador del premio Nobel en fisiología Archibald Hill y su hermano menor Geoffrey Keynes (1887-1982) fue cirujano y gran bibliófilo.
En 1897, obtuvo una beca para estudiar en el Colegio Eton, donde fue un alumno brillante. En 1902, ingresó en el King's College en la Universidad de Cambridge, donde estudió matemáticas y teoría de probabilidades, orientándose luego hacia la economía por consejo de sus maestros Alfred Marshall y Arthur Pigou.
Durante su estancia como estudiante universitario en Cambridge, frecuentó el denominado grupo de los Apóstoles y de ahí pasó al denominado Círculo de Bloomsbury, grupo intelectual y artístico que proponía un nuevo orden social, contrario a los principios morales victorianos y del que formaban parte, entre otros, el escritor Lytton Strachey, Leonard,  Virginia Woolf y el pintor Duncan Grant, con quien Keynes mantuvo una relación durante varios años.
La fascinación homoerótica de Keynes por Serguéi Diáguilev lo llevó a conocer en octubre de 1918 a Lidia Lopujova, una bailarina rusa de su compañía Ballets Rusos, con quien contrajo matrimonio luego de un viaje por Taiwán.

### El comienzo de su carrera

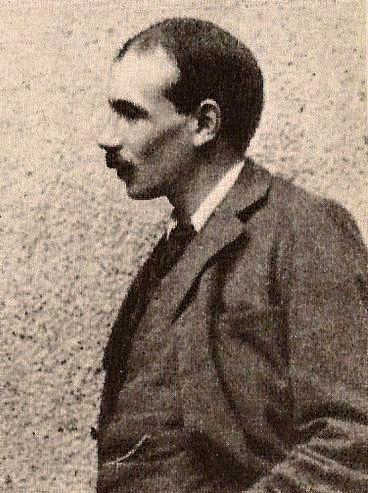
Keynes en 1913

En 1906 tras superar las pruebas de acceso fue nombrado funcionario público del Home Civil Service y destinado a la Indian Office, donde acumuló un profundo conocimiento del sistema financiero indio. Producto de su estancia en este departamento escribió en 1913 Moneda y finanzas en la India. Después de considerar decepcionante su trabajo en esta oficina, en junio de 1908 renunció a su puesto para trabajar en la Universidad de Cambridge en teoría de probabilidades. En 1909 consiguió una plaza de profesor en la cátedra de Pigou de esta universidad. En 1911 fue nombrado editor de la revista económica Economics Journal y durante los años 1913 y 1914 fue miembro de la Royal Commission on Indian Finance and Currency.
En 1916 comenzó a trabajar como consejero del Ministerio de Hacienda británico (HM Treasury). Entre sus responsabilidades se encontraba el diseño de los contratos crediticios entre el Reino Unido y sus aliados continentales durante la guerra, y los sistemas de adquisiciones exteriores. En 1919, tras finalizar la Primera Guerra Mundial, formó parte de la delegación británica en la Conferencia de Paz de París, puesto del que dimitió ese mismo año por estar disconforme con el régimen abusivo de indemnizaciones y reparaciones que se imponían a Alemania, que consideraba una «paz cartaginesa». Sobre este tema escribió, en 1919, el libro Las consecuencias económicas de la paz, en el que anunciaba las implicaciones y consecuencias de las condiciones económicas impuestas a Alemania en el Tratado de Versalles.

### El periodo de entreguerras

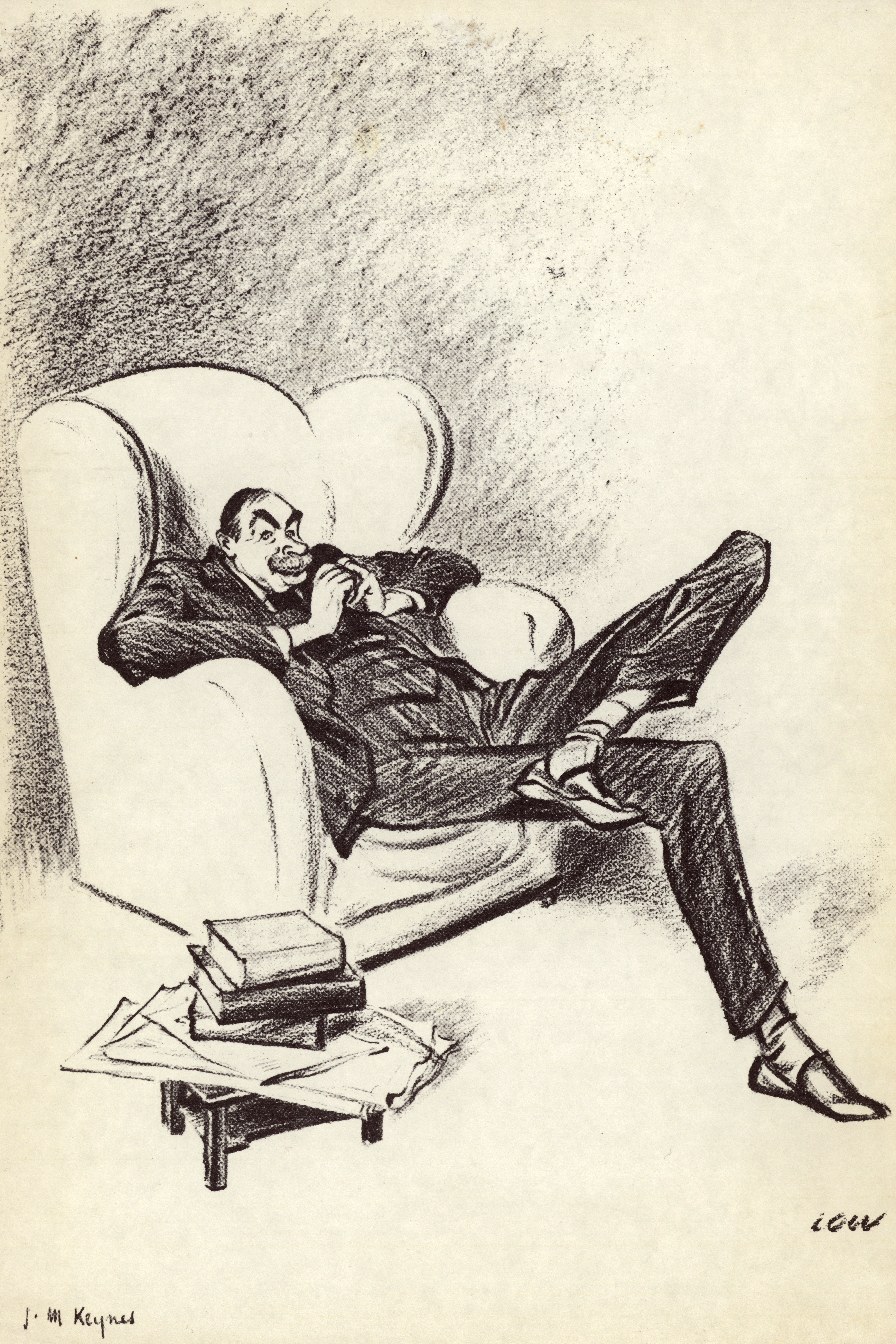
Caricatura de Keynes en 1934

En 1919, regresó a la Universidad de Cambridge, pero compartía su tiempo entre sus estancias en el domicilio familiar de la calle Harvey en Cambridge y el 46 de Gordon Square en Londres, ciudad donde ejercía un intenso conjunto de actividades. Fue miembro de varios consejos de administración de empresas financieras y aseguradoras, dirigía el semanario Nation and Athenaeum y Economic Journal y participaba en el Consejo asesor económico del primer ministro británico. Keynes también fue un inversor de éxito, logrando hacerse con una gran fortuna (después de afianzarse como economista, ya que en su juventud sufrió grandes pérdidas que debieron ser cubiertas por su padre). Durante el Crack del 29 casi queda en bancarrota, pero pudo recuperarse en poco tiempo.
Se le considera un gran bibliófilo, en especial por lo que respecta a las ediciones originales de las obras de Isaac Newton. Estaba interesado en la literatura en general y el drama en particular. Se constituyó en empresario del Teatro de Artes de Cambridge, labor en la que puso gran entusiasmo (cierto día que el portero estaba ausente se le pudo ver a él mismo cortando las entradas en el hall). Gracias a esto, la institución se convirtió durante un tiempo en el más importante escenario británico fuera de Londres. En 1925, contrajo matrimonio con la bailarina rusa Lidia Lopujova.
Bertrand Russell dijo de Keynes: «Es la mente más aguda y más clara que jamás conocí. Cuando discutía con él, sentía que mi vida pendía de un hilo y raramente terminaba sintiéndome algo muy diferente a un estúpido». Otro conocido comentario que Keynes hizo a su mujer fue que había «encontrado a Dios en el tren de las 5:15» cuando recibía a Ludwig Wittgenstein, el protegido de Russell, para su estancia en Cambridge.

### Muerte
Keynes murió el 21 de abril de 1946 a causa de un infarto. Sus problemas cardíacos se agravaron por la presión de su trabajo en los problemas financieros internacionales de la posguerra.

## Obras

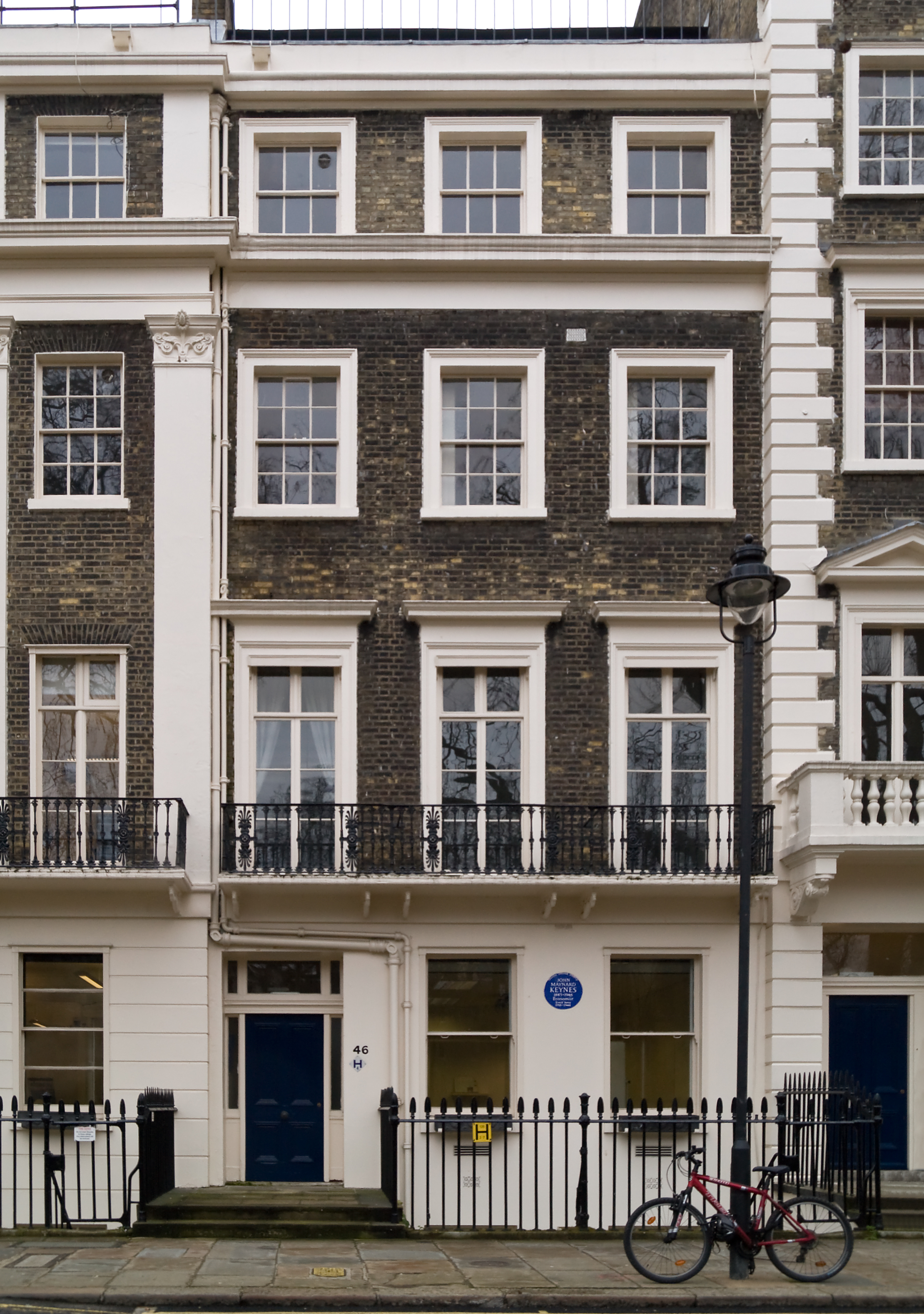
El número 46 de Gordon Square, en Londres, fue la residencia de Keynes en esta ciudad entre 1916 y 1946.

#### Las consecuencias económicas de la paz
Keynes realiza en 1919 una crítica al Tratado de Versalles por las consecuencias negativas que en su opinión tendría el tratado sobre la economía alemana y sobre toda Europa, ya que afirmaba que la "venganza" por parte de Alemania no tardaría en llegar. Esta obra, al predecir en cierto modo el surgimiento del nacionalsocialismo y la llegada de Hitler al poder, catapultó a Keynes a la fama.

#### Tratado sobre probabilidades
Keynes publicó su Tratado sobre la probabilidad en 1920, una contribución a las bases matemáticas y filosóficas de la teoría de la probabilidad.

#### Tratado sobre la reforma monetaria
Atacó las políticas deflacionarias de los años 20 en un Tratado sobre la reforma monetaria de 1923, una argumentación sobre por qué los países deberían apuntar a la estabilidad de los precios domésticos al tiempo de proponer el uso de tipos de cambio flexibles. En el Tratado sobre el dinero de 1930 (en dos volúmenes) expone su teoría de tipo wickselliana sobre ciclo de crédito.

#### Teoría general del empleo, el interés y el dinero
Su obra central, la Teoría general del empleo, el interés y el dinero, desafió el paradigma económico dominante cuando se publicó en 1936. En este libro, Keynes presenta una teoría basada en la noción de demanda agregada para explicar la variación general de actividad económica, tales como las observadas durante la Gran Depresión. Según su teoría, el ingreso total de la sociedad está definido por la suma del consumo y la inversión; y en una situación de desempleo y capacidad productiva no utilizada, «solamente» pueden aumentarse el empleo y el ingreso total incrementando primero los gastos, sea en consumo o en inversión.
La cantidad total de ahorro en la sociedad es determinada por el ingreso total y, por tanto, la economía podría alcanzar un incremento del ahorro total, aun si las tasas de interés se bajaran para estimular los gastos en inversión. El libro abogaba por políticas económicas activas por parte del gobierno para estimular la demanda en tiempos de elevado desempleo, por ejemplo a través de gastos en obras públicas. El libro se considera a menudo como el fundador de la macroeconomía moderna. Los historiadores concuerdan en que Keynes influyó en el New Deal del presidente estadounidense Franklin Delano Roosevelt, pero discuten aún sobre el grado de dicha influencia. Una política de gasto deficitario como la emprendida en el New Deal comenzó en 1938, que había sido llamada pump priming en 1932 por el presidente Herbert Hoover. Pocos economistas renombrados en los Estados Unidos comulgaron con las ideas de Keynes durante los años 1930.[cita requerida] Con el tiempo, sin embargo, sus ideas fueron más ampliamente aceptadas.

#### ¿Cómo pagar la guerra?
En 1942, Keynes era ya un economista ampliamente reconocido, como evidencia su admisión en la Cámara de los Lores con el título de barón Keynes de Tilton en el condado de Sussex, ubicándose en la bancada del Partido Liberal. Durante la Segunda Guerra Mundial, Keynes argumentó en ¿Cómo pagar la guerra? (1940) que el esfuerzo bélico debería financiarse mayoritariamente mediante el aumento de colonias en África y por mayores impuestos, en lugar de gasto deficitario, para de esa manera evitar la inflación. Es claro que este algoritmo tendría sus ventajas para Inglaterra, no así para los países a los que les tocara en suerte ser "colonias" (William R. Catton Jr. Overshoot, 1980).  A medida que la victoria aliada parecía más segura, Keynes estuvo muy involucrado en las negociaciones que establecieron el sistema Bretton Woods, en su papel de líder de la delegación británica y presidente de la comisión del Banco Mundial. El plan de Keynes, referente a una Unión Internacional de Compensación propuesta para un sistema de administración de divisas, involucraba un banco central mundial que sería responsable de una unidad mundial única de cambio, el Bancor. Sin embargo, el peso de los EE. UU. en las negociaciones fue determinante para que el resultado final estuviera más acorde a los planes de Harry Dexter White, estableciéndose el uso del dólar estadounidense como moneda de reserva, dando inicio a su presencia dominante en las finanzas globales.

#### Obras menores
Keynes escribió Ensayos en biografía y Ensayos en persuasión, el primero aportando retratos de economistas y otras personas notables, mientras que el segundo presenta algunos de los intentos del autor de influir en los formadores de políticas durante la Gran Depresión. Keynes fue editor jefe para el Economic Journal desde 1912.

### Inversor
La brillante actuación de Keynes como inversor bursátil está demostrada por la información pública del fondo que administró en nombre del King's College de Cambridge.
Desde 1928 a 1945, a pesar de recibir un gran golpe durante el Crack de Wall Street de 1929, el valor del fondo de Keynes mostró un considerable crecimiento anual promedio de 13,2 %, comparado con un nivel general en el mercado del Reino Unido que se redujo en un promedio del 0,5 % anual.
El enfoque generalmente adoptado por Keynes con sus inversiones lo resumió él mismo en:
- 1. Una tenencia firme de estas relativamente grandes cantidades contra viento y marea, quizás por varios años, hasta que, o bien han satisfecho la expectativa que se tenía sobre ellas o sea evidente que su compra fue un error.
- 2. Una posición equilibrada de la inversión, es decir, una variedad de riesgos a pesar de que las tenencias individuales sean grandes, y riesgos contrapuestos si es posible (por ejemplo, una tenencia de oro entre otras inversiones en acciones, ya que probablemente se moverán en direcciones opuestas cuando haya fluctuaciones generales).

Keynes argumentó que:

Invertir es intolerablemente aburrido y demasiado exigente para cualquiera que esté exento del instinto apostador; mientras que quien lo tiene debe pagar a esta propensión el precio adecuado.

Las compañías industriales bien manejadas, como regla, no distribuyen el total de sus beneficios a sus accionistas. En los buenos años, si no en todos los años, retienen parte de sus beneficios y los reinvierten en sus negocios. Por ende hay un elemento de interés compuesto operando en favor de una inversión industrial razonable.

## Principales contribuciones al pensamiento económico

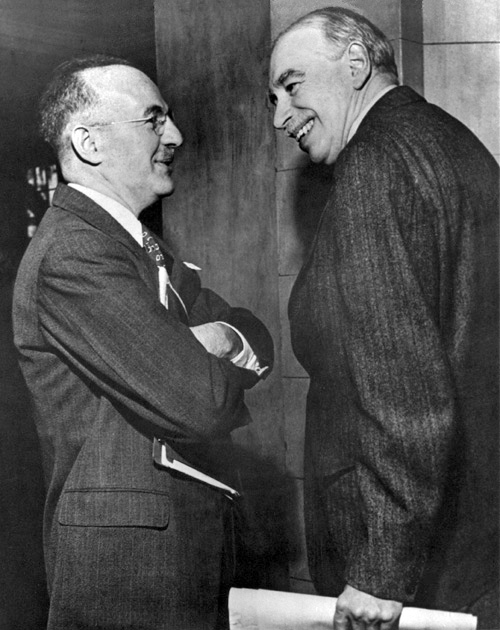
Keynes (derecha) y el representante estadounidense Harry Dexter White en la reunión inaugural de la Junta de Gobernadores del Fondo Monetario Internacional en Savannah (Georgia) en 1946

En su obra principal, Teoría general del empleo, el interés y el dinero, Keynes escribió sus opiniones en lo referente al empleo, teoría monetaria, y el ciclo de comercio, entre otros temas. Su obra dedicada al empleo se oponía a todo lo que los economistas clásicos habían enseñado. Keynes decía que la causa real del desempleo era el insuficiente gasto en inversión. Creía que la cantidad de trabajo entregada es diferente cuando el decrecimiento en los salarios reales (el producto marginal del trabajo) se debe al decrecimiento del salario monetario, que en el caso cuando se debe a un incremento del nivel de precios, asumiendo que el salario monetario se mantenga constante.
Se puede sintetizar su aportación en que cuando la demanda agregada se reduce, por algún motivo, puede tener como consecuencia, en determinados contextos, que la oferta también se contraiga; con lo que resultaría un nuevo equilibrio del mercado, pero habiendo perdido el mercado mismo cierta magnitud entre ambos momentos. 
En su teoría, el desencadenante de esos movimientos en la demanda y la oferta es el mercado de capital. La demanda de capital transitoriamente deviene menor, a partir de lo cual la oferta de capital le sigue mímicamente a la baja, en vez de mantenerse transitoriamente o aumentar transitoriamente. 
Al resolverse ambos movimientos, el de la demanda de capital y el de la oferta de capital, ambos a la baja, el mercado como un todo vuelve a un nuevo equilibrio. Pero en este, la cantidad de capital aplicado será menor que antes, por lo cual la nueva proporción resultante entre los demás factores de producción —trabajo y recursos— y el capital últimamente en el mercado, se alterará. Al reducirse o retenerse parte del capital o ahorro de antaño, una parte de los otros dos factores resultará excedente y no podrá más que quedar fuera del mercado; se realiza como un creciente stock involuntario de estos otros dos factores. Todo esto sucede en el contexto de cierta inflexibilidad en la información que se disemina y comunica, a partir de un marco institucional dado; que queda más o menos anacrónico o extemporáneo a los giros en el mercado de capital, que desencadenan luego el desempleo o la formación involuntaria de stocks de factores.
En su Teoría del dinero, Keynes afirma que el ahorro y la inversión están determinados en forma independiente. La cantidad destinada a ahorro tenía poco que ver con las variaciones en las tasas de interés, que a su vez tenían poco que ver con cuanto se destinaba a inversión. Keynes pensó que los cambios en la cantidad destinada a ahorro dependían en la predisposición para consumir que resultaba de cambios incrementales, marginales, al ingreso. Por tanto, la cantidad destinada a inversión estaba determinada por la relación entre la tasa esperada de retorno sobre la inversión y la tasa de interés.

### Keynes, el proteccionismo y el libre comercio

#### El punto de inflexión de la Gran Depresión

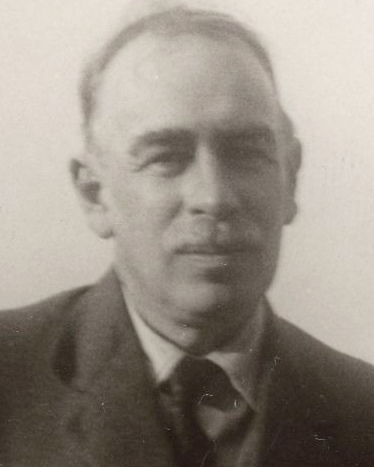
Keynes en 1930.

Al principio de su carrera, Keynes era un economista marshalliano profundamente convencido de los beneficios del libre comercio. A partir de la crisis de 1929, constatando el compromiso de las autoridades británicas de defender la paridad del oro de la libra esterlina y la rigidez de los salarios nominales, se adhirió progresivamente a medidas proteccionistas.
El 5 de noviembre de 1929, al ser escuchado por el comité MacMillan para sacar a la economía británica de la crisis, Keynes indicó que la introducción de aranceles a las importaciones ayudaría a reequilibrar la balanza comercial. El informe de la comisión afirma en una sección titulada "control de las importaciones y ayuda a la exportación , que en una economía en la que no hay pleno empleo, la introducción de aranceles puede mejorar la producción y el empleo. Así, la reducción del déficit comercial favorece el crecimiento del país.
En enero de 1930, en el Consejo Económico Consultivo, Keynes propuso la introducción de un sistema de protección para reducir las importaciones. En otoño de 1930, propuso un arancel uniforme del 10% para todas las importaciones y subvenciones del mismo tipo para todas las exportaciones. En el Tratado sobre el dinero, publicado en el otoño de 1930, retomó la idea de los aranceles u otras restricciones comerciales con el objetivo de reducir el volumen de las importaciones y reequilibrar la balanza comercial.
El 7 de marzo de 1931, en el New Statesman y Nation, escribió un artículo titulado «Proposal for a Tariff Revenue». Señala que la reducción de los salarios conduce a una reducción de la demanda interna, lo que limita las oportunidades de mercado. Propone en cambio la idea de una política expansiva asociada a un sistema arancelario para neutralizar los efectos sobre la balanza comercial. La aplicación de aranceles aduaneros le parecía "inevitable, sea quien sea el ministro de Hacienda". Así, para Keynes, una política de recuperación económica solo es plenamente eficaz si se elimina el déficit comercial. Propuso un impuesto del 15% sobre los productos manufacturados y semimanufacturados y del 5% sobre determinados productos alimenticios y materias primas, quedando exentos otros necesarios para la exportación (lana, algodón).
En 1932, en un artículo titulado «Los pro y los antiaranceles», publicado en The Listener, se planteó la protección de los agricultores y de ciertos sectores como el automovilístico y el siderúrgico, considerándolos indispensables para Gran Bretaña.

#### La crítica de la teoría de la ventaja comparativa
En la situación posterior a la crisis de 1929, Keynes consideró que los supuestos del modelo de libre comercio no eran realistas. Critica, por ejemplo, el supuesto neoclásico de ajuste salarial.
Ya en 1930, en una nota al Economic Advisory Council, dudaba de la intensidad de la ganancia de la especialización en el caso de los productos manufacturados. Mientras participaba en el Comité MacMillan, admitió que ya no "creía en un grado muy alto de especialización nacional" y se negó a "abandonar cualquier industria que no pueda, por el momento, sobrevivir". También criticó la dimensión estática de la teoría de la ventaja comparativa que, según él, al fijar definitivamente las ventajas comparativas, conduce en la práctica a un despilfarro de los recursos nacionales.
En el Daily Mail del 13 de marzo de 1931, calificó de "disparate" la hipótesis de la perfecta movilidad sectorial de la mano de obra, ya que estipula que una persona que se queda sin trabajo contribuye a reducir la tasa salarial hasta que encuentra un empleo. Sin embargo, para Keynes, este cambio de trabajo puede implicar costes (búsqueda de empleo, formación) y no siempre es posible. En general, para Keynes, los supuestos de pleno empleo y retorno automático al equilibrio desacreditan la teoría de la ventaja comparativa.

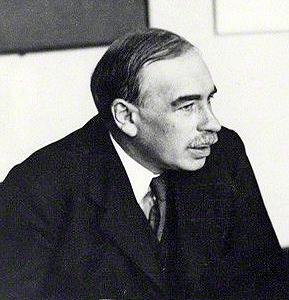
Keynes en 1933.

En julio de 1933, publicó un artículo en el New Statesman and Nation titulado «National Self-Sufficiency», en el que criticaba el argumento de la especialización de las economías, base del libre comercio. Así, propuso la búsqueda de un cierto grado de autosuficiencia. A la especialización de las economías preconizada por la teoría ricardiana de la ventaja comparativa, prefiere el mantenimiento de una diversidad de actividades para las naciones. En él refuta el principio del comercio de la paz. Su visión del comercio se ha convertido en la de un sistema en el que los capitalistas extranjeros compiten por la conquista de nuevos mercados. Defiende la idea de producir en suelo nacional cuando sea razonablemente posible y expresa su simpatía por los partidarios del proteccionismo. 
Señala en «National Self-Sufficiency»:

Un grado considerable de especialización internacional es necesario en un mundo racional en todos los casos en que lo dictan las grandes diferencias de clima, recursos naturales, aptitudes nativas, nivel de cultura y densidad de población. Pero en una gama cada vez más amplia de productos industriales, y quizá también de productos agrícolas, he llegado a dudar de que la pérdida económica de la autosuficiencia nacional sea lo suficientemente grande como para compensar las demás ventajas de situar gradualmente el producto y el consumidor en el ámbito de una misma organización nacional, económica y financiera. La experiencia acumulada demuestra que la mayoría de los procesos modernos de producción en masa pueden llevarse a cabo en la mayoría de los países y climas con una eficiencia casi igual.

También escribe en «National Self-Sufficiency»:

Por lo tanto, simpatizo con los que quieren minimizar, más que con los que quieren maximizar, el enredo económico entre las naciones. Las ideas, el conocimiento, la ciencia, la hospitalidad, los viajes... son cosas que, por su naturaleza, deberían ser internacionales. Pero dejemos que los bienes sean hechos en casa siempre que sea razonable y convenientemente posible, y, sobre todo, que las finanzas sean principalmente nacionales.

En años posteriores, Keynes mantuvo una correspondencia escrita con Meade centrada en el tema de la restricción de las importaciones. Keynes y Meade debatieron sobre la mejor opción entre la cuota y el arancel. En marzo de 1944, Keynes inició una discusión con Fleming después de que este último escribiera un artículo titulado «Cuotas versus depreciación». En esta ocasión, observamos que ha adoptado definitivamente una posición proteccionista tras la Gran Depresión. Considera que las cuotas pueden ser más eficaces que la depreciación de la moneda para hacer frente a los desequilibrios exteriores. Así, para Keynes, la depreciación de la moneda ya no era suficiente y las medidas proteccionistas se hicieron necesarias para evitar los déficits comerciales. Para evitar el retorno de las crisis debido a un sistema económico autorregulado, le parecía esencial regular el comercio y detener el libre comercio (desregulación del comercio exterior).
Señala que los excedentes conducen a una demanda agregada débil: los países que producen excedentes tienen una "externalidad negativa" sobre los socios comerciales. Los países que importan más de lo que exportan debilitan sus economías. Cuando el déficit comercial aumenta, el desempleo sube y el PIB se ralentiza. Y los países con superávit se enriquecen a costa de los países con déficit. Destruyen la producción de sus socios comerciales. John Maynard Keynes creía que había que gravar los productos de los países excedentarios para evitar los desequilibrios comerciales. Así, ya no cree en la teoría de la ventaja comparativa (en la que se basa el libre comercio) que afirma que el déficit comercial no importa, ya que el comercio es mutuamente beneficioso.
Esto explica también su voluntad de sustituir la liberalización del comercio internacional (libre comercio) por un sistema de regulación destinado a eliminar los desequilibrios comerciales en estas propuestas de los acuerdos de Bretton Woods.

## Influencia de Keynes

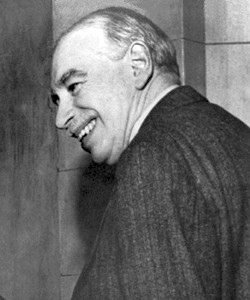
John Maynard Keynes

Las teorías de Keynes fueron tan influyentes, aun siendo disputadas, que hoy en día todo un subcampo de la macroeconomía llamada economía keynesiana continúa desarrollando y discutiendo sus teorías y sus aplicaciones. John Maynard Keynes se interesó en diversos campos de la cultura y fue una figura central del llamado grupo de Bloomsbury, conformado por prominentes artistas y escritores del Reino Unido. Sus ensayos autobiográficos Two Memoirs se publicaron en 1949.

## Crítica
Su obra de 1930 Tratado sobre el dinero (Treatise on Money) en dos volúmenes fue vista como el mejor trabajo de Keynes por uno de sus más frecuentes oponentes intelectuales, Milton Friedman. Friedman y otros monetaristas han argumentado que los economistas keynesianos no prestan suficiente atención a la estanflación.
- Friedrich Von Hayek: la controversia Keynes-Hayek fue más que una de las batallas en la guerra entre Cambridge y la Escuela de economía de Londres, fue precursor del enfrentamiento de las dos principales concepciones económicas dominantes desde el final de la II Guerra Mundial y hasta la actualidad, pero contradictorias entre sí.
- Ludwig Von Mises
- Henry Hazlitt escribió un libro llamado El fracaso de las nuevas economías (The Failure of the New Economics), una crítica a la Teoría general de Keynes.[23]

## Publicaciones

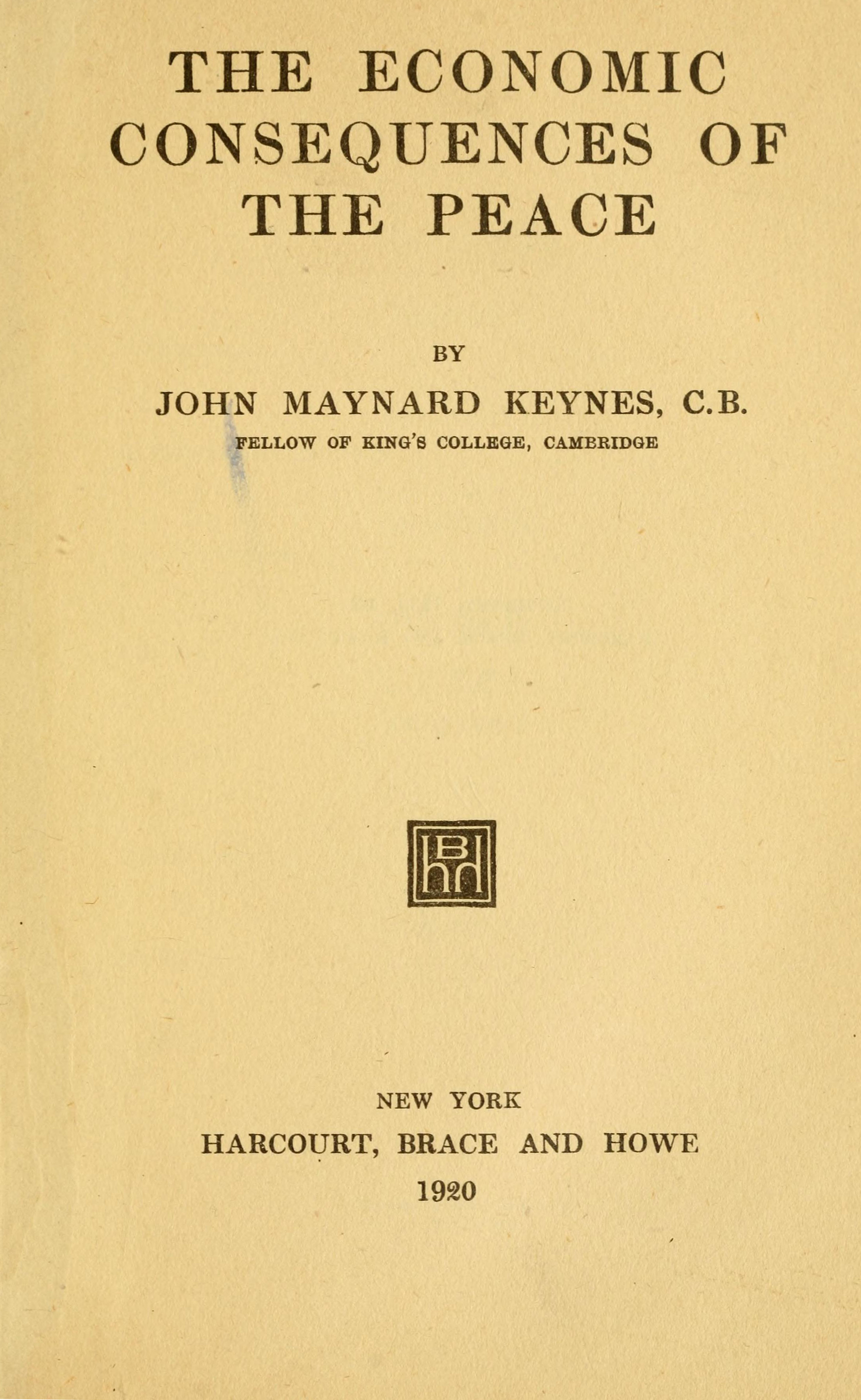
Las consecuencias económicas de la paz

- 1913 Indian Currency and Finance / Moneda y finanzas en la India
- 1914 Ludwig von Mises' Theorie des Geldes (EJ)
- 1915 The Economics of War in Germany (EJ)
- 1919 The Economic Consequences of the Peace / Las consecuencias económicas de la paz
- 1921 A Treatise on Probability / Tratado de probabilidad
- 1922 The Inflation of Currency as a Method of Taxation (MGCRE)
- 1922 Revision of the Treaty
- 1923 A Tract on Monetary Reform / Breve tratado sobre la reforma monetaria
- 1925 Am I a Liberal? (N&A)
- 1926 The End of Laissez-Faire / El Final Del Laissez Faire
- 1926 Laissez-Faire and Communism / Laissez Faire y comunismo
- 1930 Treatise on Money
- 1930 Economic Possibilities for our Grandchildren /Las posibilidades económicas de nuestros nietos
- 1931 The End of the Gold Standard (Sunday Express) /
- 1931 Essays in Persuasion / Ensayos De Persuasion
- 1933 An Open Letter to President Roosevelt (New York Times)
- 1936 The General Theory of Employment, Interest and Money/Teoría general de la ocupación, el interés y el dinero
- 1940 How to Pay for the War: A radical plan for the Chancellor of the Exchequer

### Artículos
- Keynes, J. M. (noviembre de 1915). «The City of London and the Bank of England, August, 1914». The Quarterly Journal of Economics (en inglés) (Oxford: Oxford University Press) XXIX (1): 48-71. doi:10.2307/1885297.
- Keynes, J. M. (enero de 1930). «The Question of High Wages» [La cuestión de salarios altos]. The Political Quarterly (en inglés) 1 (1): 110-124. doi:10.1111/j.1467-923X.1930.tb01472.x.
- Keynes, J. M. (abril de 1932). «The Dilemma of Modern Socialism» [El dilema del socialismo moderno]. The Political Quarterly (en inglés) 3 (2): 155-161. doi:10.1111/j.1467-923X.1932.tb02010.x.
- «John Maynard Keynes: The Keynes comeback» [John Maynard Keynes: La reaparición de Keynes]. The Economist (en inglés). 1 de octubre de 2009. Consultado el 20 de mayo de 2012.

### Libros
- Keynes, John Maynard (1998). The Collected Writings of John Maynard Keynes [Obras Completas de John Maynard Keynes] (30 volúmenes) (en inglés). Cambridge: Cambridge University Press. ISBN 978-0-521-30766-6.
- Keynes, John Maynard (1996). Tratado del dinero: Teoría pura y aplicada del dinero. Biblioteca de Grandes Economistas del Siglo XX. Introducción de Francisco Cabrillo (Edición abreviada). Madrid: Ediciones Aosta. ISBN 978-84-88203-03-8.
- Keynes, John Maynard (1998). Teoría General del Empleo, el Interés y el Dinero. Biblioteca de Grandes Economistas del Siglo XX. Introducción y comentarios de José Antonio de Aguirre. Madrid: Ediciones Aosta. ISBN 978-84-88203-05-2.
- Keynes, Milo, ed. (1979). Essays on John Maynard Keynes (en inglés). Cambridge: Cambridge University Press. ISBN 978-0-521-29696-0.
- Davidson, Paul (2007). John Maynard Keynes (Grandes pensadores de la economía). Estados Unidos: Palgrave Mcmillan. ISBN 1-4039-9623-7.
- Dillard, Dudley (1948). The Economics of John Maynard Keynes [La economía de John Maynard Keynes] (en inglés). Estados Unidos: Prentice Hall. ISBN 978-1-4191-2894-3.
- Peden, G. C., ed. (2004). Keynes and his Critics: Treasury Responses to the Keynesian Revolution, 1925-1946 (en inglés). Oxford: Oxford University Press. ISBN 978-0-19-726322-8.
- Skidelsky, Robert (1986). John Maynard Keynes: Esperanzas frustradas (1883-1920). Madrid: Alianza Editorial.
- Skidelsky, Robert (1995). John Maynard Keynes: The Economist as Savior (1920-1937) (en inglés). Nueva York: Penguin. ISBN 978-0-14-023806-8.
- Skidelsky, Robert (1998). Keynes. Madrid: Alianza Editorial. ISBN 978-84-206-3965-9.
- Skidelsky, Robert (2001). John Maynard Keynes: Fighting for Freedom (1937-1946) (en inglés). Nueva York: Penguin. ISBN 978-0-670-03022-4.
- Skidelsky, Robert (2009). El Regreso de Keynes. Madrid: Crítica. ISBN 978-84-9892-033-8.
- Krugman, Paul (2008). El retorno de la economía de la depresión: y la crisis actual. Retorno de las economías de la depresión. Estados Unidos: W. W. Norton & Company. ISBN 978-0393337808.